# Рожков, Алексей Петрович

Алексей Петрович Рожков (род. 21 октября 1923, с. Казанак Красноозёрского района Алтайского края  — советский партийный и государственный деятель, председатель Киселёвского горисполкома (1961—1967 гг.), Новокузнецкого горисполкома (1967—1976 гг.), заведующий финансово-хозяйственным отделом и управлением делами Кемеровского Обкома КПСС (1976—1990 гг.). Почётный гражданин Кемеровской области, участник и ветеран Великой Отечественной войны и труда, председатель Киселевского (1961—1967 гг.) и Новокузнецкого (1967—1976 гг.) горисполкомов.

## Биография[1][2][3]
Алексей Петрович Рожков родился 21 октября 1923 г. в с. Казанак Красноозёрского района Алтайского края.
В сентябре 1942 года Алексей Петрович был призван в ряды Красной Армии и служил до декабря 1945 года в войсках Резервной Армии Ставки Верховного главнокомандования в звании старшего сержанта, сначала в Сибирском военном округе, затем в Минском военном округе в Белоруссии.
После демобилизации вернулся в Кузбасс и многие годы работал на комсомольской, профсоюзной советской и партийной работе.
В 1955 г. закончил московскую Высшую школу профсоюзного движения (ВЦСПС), получив специальность экономиста по труду.
Прошел славный трудовой путь. За плечами годы работы секретарем и председателем Киселевского горкома профсоюзов рабочих угольной промышленности, затем заведующим организационно-инструкторским отделом Киселевского горкома КПСС, председателем исполкома Киселевского горсовета народных депутатов (1961—1967 гг.). За эти годы в Киселевске был разработан и принят новый генеральный план строительства города в районе Красного Камня — будущего центра города, а также определено и начато строительство Верхнечумышского водохранилища для обеспечения города водой, велось широкомасштабное строительство жилья и благоустройство города.
В 1967 г. А. П. Рожков был избран председателем исполкома Новокузнецкого городского Совета народных депутатов. В период его работы председателем горисполкома (1967—1976 гг.) велась корректировка генерального плана города и определен новый селитебный Ильинский район и его застройка. Были введены многие жизненно важные городские объекты, такие как: защитная дамба от затопления города в период паводковых вод; расширена база трамваев в Заводском районе и проложены новые линии; соединен трамвайной линией Орджоникидзевский район с Кузнецким; проложен трамвай от Куйбышевского района в зону отдыха Сосновка; создана современная база автобусного и троллейбусного парков; построен автовокзал; введен в эксплуатацию городской аэропорт; построены гостиница «Новокузнецкая», Дом быта, Центральная городская библиотека им. Н. В. Гоголя, цирк, крытые рынки в заводском и центральном районах; получила свое дальнейшее развитие городская социальная инфраструктура — ежегодно активно строились школы и детские сады, осуществлено благоустройство и озеленение города. Новокузнецк в соревновании среди крупных городов Российской Федерации неоднократно занимал первые и вторые места по строительству и благоустройству.
В период 1976—1990 гг. Алексей Петрович возглавлял финансово-хозяйственный отдел и управление делами Кемеровского обкома КПСС.
В годы своей трудовой деятельности А. П. Рожков неоднократно избирался депутатом Киселевского городского Совета народных депутатов, депутатом Новокузнецкого городского Совета народных депутатов, депутатом Кемеровского областного Совета народных депутатов, членом Киселевского городского Комитета партии, членом бюро и членом Новокузнецкого городского Комитета партии, членом Кемеровского областного Комитета партии.
Решением Комитета по персональным пенсиям при Совете Министров СССР в 1988 г. ему было присвоено звание «Персональный пенсионер Союзного значения».
В период 1996—2006 гг. А. П. Рожков являлся заместителем председателя, председателем Совета ветеранов ветеранской организации ветеранов войны и труда аппарата Администрации Кемеровской области.
проживает в Кемерово 

## Награды и звания
Трудовая деятельность Алексея Петровича отмечена многими правительственными и региональными наградами: 
- два ордена «Знак Почета» (за период работы в г. Киселевске)
- два ордена «Трудового Красного Знамени» (за период работы в г. Новокузнецке)
- медаль «За Победу над Германией в Великой Отечественной войне 1941—1945 гг.»
- медаль «За доблестный труд» в ознаменование 100-летия со дня рождения В. И. Ленина"
- медаль «Ветеран труда»
- почетная грамота Президиума Верховного Совета РСФСР,
- юбилейные медали к 20,30,40,50,60,65 и 70-летию Победы в Великой Отечественной войне 1941—1945 гг.
- юбилейная медаль «Маршал Советского Союза Г. К. Жуков»
- медаль «За честь и мужество»
- знаки «Шахтерская слава» трех степеней
- медаль «За особый вклад в развитие Кузбасса» I степени
- медаль «60, 70 лет Кемеровской области» и др.
- лауреат премии Кузбасса
- почетный знак «Золотой знак Кузбасс»
- почетный знак «Кемеровская область»
- медаль Киселевского городского округа «За служение родному городу»
- почетный знак «За заслуги перед городом Новокузнецком».